# 8261 Ceciliejulie
8261 Ceciliejulie este un asteroid din centura principală, descoperit pe 11 septembrie 1985, de Copenhagen Observatory.